# Gaviiformes
Gaviiformes là một bộ chim nước. Các loài hiện đại của bộ này được tìm thấy ở nhiều nơi thuộc Bắc Mỹ và miền nam Á-Âu (châu Âu, châu Á và châu Phi-vẫn còn chưa thống nhất), mặc dù thời tiền sử chúng phân bố rộng khắp.

## Phân loại học
Họ Gaviidae gồm một số loài còn sinh tồn đều thuộc chi Gavia.
Theo phân loại của Hội nghiên cứu Chim quốc tế (phiên bản 2.2, 2009) các loài trong bộ này gồm:
- Gavia stellata (Pontoppidan, 1763)
- Gavia arctica (Linnaeus, 1758)
- Gavia pacifica (Lawrence, 1858)
- Gavia immer (Brunnich, 1764)
- Gavia adamsii (Gray, 1859)

## Hình ảnh

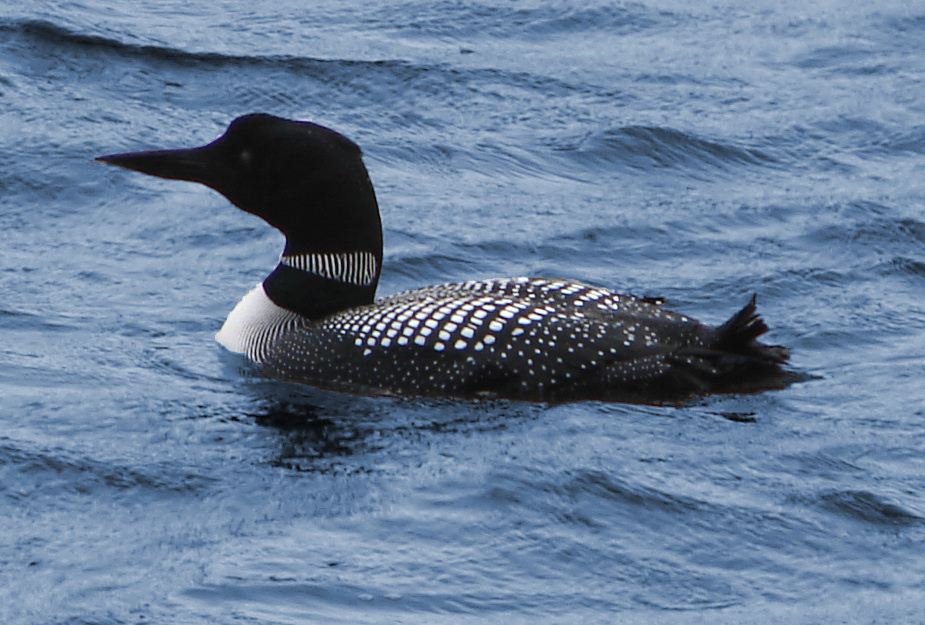
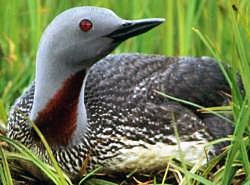
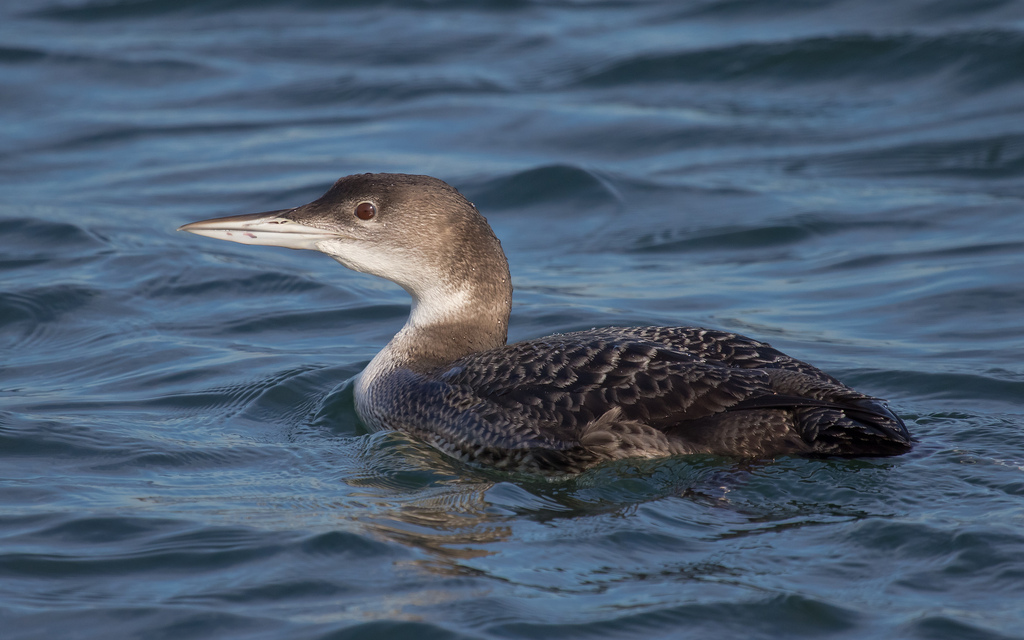
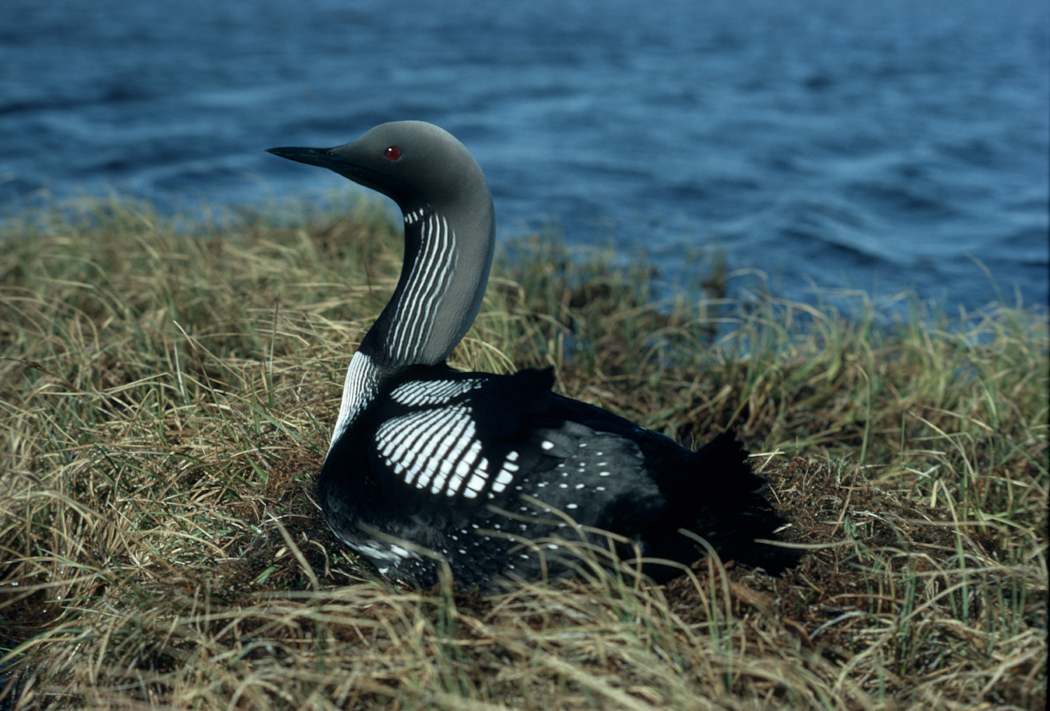
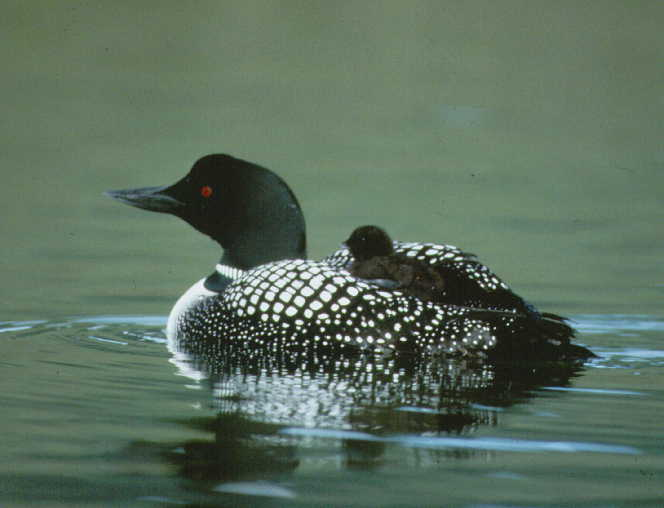